# Egy másik életben
Az Egy másik életben 2019-ben bemutatott magyar film, amit Tasnádi István rendezett, Molnár Áron és Anger Zsolt főszereplésével.

## Cselekmény
Árpád liftszerelő, átlagos élettel, lakáshitellel, ami végigkíséri az életét. Egy nap azonban úgy tűnik, hogy talán minden megváltozhat: a lélekvándorlás-specialista Perlay Inc. képviselője keresi fel Árpádot, egy egyáltalán nem mindennapi ajánlattal. A cég azt állítja magáról, hogy elhunyt milliárdosok reinkarnációit kutatja fel, hogy azoknak vagyonukat átörökítve új életükben se kelljen nélkülözniük. Árpádnak csak részt kell vennie a cég megfelelő tesztsorozatában, s ha nyer, akkor milliárdos is lehet. Csak az a bökkenő, hogy aki a tesztfolyamat végén kiválasztásra kerül, nem csak a mesés vagyont örökli meg, de − akár tetszik neki, akár nem − magára kell vállalnia az örökhagyó életvitelét is, annak összes torzulásaival, defektjeivel együtt.

## Közreműködők

### Szereplők
- Árpád, liftszerelő: Molnár Áron
- Éles Gábor: Anger Zsolt
- Michael Korsós: Mucsi Zoltán
- Korsós Béla: Lengyel Tamás
- Windhof professzor: Illés Nagy Maja
- Bea: Józsa Bettina
- Viktor: Fekete Ádám
- Péter: Olasz Renátó
- Rácz Kriszta
- Rácz Kármen
- Sipos Viktória
- Pálfi Ervin
- Mezei Zoltán

### Alkotók
- Rendező: Tasnádi István
- Forgatókönyvíró: Veres Attila, Tasnádi István
- Fényképezte: Csukás Sándor
- Vágó: Mezei Áron
- Gyártásvezető: Pajor Dóra
- Látványtervező: Antal-Fógel Adrienn
- Jelmeztervező: Ignjatovic Kristina
- Zeneszerző: Monori András
- Hangmérnök: Madaras Attila
- Producer: Kálomista Gábor
- Line producer: Helmeczy Dorottya

## Kritikák, ismertetések a filmről
- Újra együtt az Aranyélet csapata. PORT.hu, 2019. szeptember 3.; hozzáférés: 2023. április 12.
- Tóth András: A karma utolér, csak egy másik életben – Filmkritika. Ectopolis, 2019. október 18., hozzáférés: 2023. április 12.
- Pénz szerzés és Reinkarnáció - EGY MÁSIK ÉLETBEN (Film Kritika). YouTube.com, hozzáférés: 2023. április 12.